# Десидеријус Вен
Десидеријус Вен (мађ. Desiderius „Dezső“ Wein; Будимпешта, 19. јануар 1873 — Будимпешта, 5. јуни 1944) је био мађарски доктор и гимнастичар, који је учествовао на првим Олимпијским играма 1896 у Атини
Учествовао је појединачно у гимнастичким дисципинама: разбој, вратило, прескок, коњ с хватаљкама и кругови. Он није освајао медаље у било којој од тих дисциплина, а његово тачно рангирање у свакој је непознат.